# بورجو دولونای
بورجو دولونای (به انگلیسی: Burcu Dolunay) (زادهٔ ۱۷ فوریهٔ ۱۹۸۴) شناگر اهل ترکیه است.